# GayVN Awards 2019
La 14ª edizione dei GayVN Awards si è tenuta presso il The Joint dell'Hard Rock Hotel Casino di Las Vegas il 21 gennaio 2019. La cerimonia è stata presentata da Shangela Laquifa Wadley ed Alec Mapa, con performance musicali di Danity Kane and Brooke Candy.
Da questa edizione le categorie Bear e Twink sono state sostituite da quelle Bisex e Three-Way, con l'aggiunta della temporanea Best Parody; i Fan Awards sono stati diminuiti a 11.

## Vincitori e candidati
I vincitori sono indicati in grassetto

### Hall of Fame
- Keith Miller, fondatore della Helix Studios

### Best Actor
- Wesley Woods - Zack & Jack Make a Porno (Falcon Studios) (ex aequo)
- Diego Sans - Pirates: A Gay XXX Parody (Men.com/Pulse) (ex aequo)
- Woody Fox - Zack & Jack Make a Porno (Falcon Studios)
- Max Adonis - Max in the City (Falcon Studios)
- Calvin Banks - All Saints: Chapter 1 (CockyBoys)
- Remy Cruze - Breaking Mr. Hart (Golden Age Films/NakedSword)
- Carter Dane - All Saints: Chapter 1 (CockyBoys)
- Ace Era - The Slutty Professor (NakedSword/Falcon)
- Sean Ford - Love Lost & Found (CockyBoys)
- Colton Grey - Paris Perfect (NakedSword/Falcon)
- Michael Roman - Daddy Dilemma (Icon Male/Mile High Media)
- Roman Todd - The Married Man (Icon Male/Mile High Media)
- Daymin Voss - Vice (Raging Stallion/Falcon)
- Tegan Zayne - Three Wishes (Raging Stallion/Falcon)
- Riley Mitchel - Bounty Hunters (Raging Stallion/Falcon)

### Best All-Sex Movie
- Summer Break 2 (BelAmi/Pulse)
- Addicted (Lukas Kazan)
- Before the Afterglow (CockyBoys)
- Black on White (Noir Male/Mile High Media)
- Deep & Raw (Kristen Bjorn)
- Berkeley Sophomore Year (NakedSword/Falcon)
- Elder Gardner 2 (MormonBoyz/Pulse)
- Flea Pit (CockyBoys)
- Love & Lust in New Orleans (Falcon Studios)
- Michael Roman’s Gangbang (Raw Fuck Club/Dark Alley)
- Rideshare (Raging Stallion)
- Room for One More (Helix Studios)
- Skuff: Dog House (Hot House/Falcon)
- Whore Alley (Bromo/Pulse)
- Wyoming Getaway (Sean Cody/Pulse)

### Best Director – Feature
- Jake Jaxson - All Saints: Chapter 1 (CockyBoys)
- Steve Cruz - Vice (Raging Stallion)
- Tony Dimarco - Head Play (Falcon)
- Tony Dimarco & mr. Pam - Zack & Jack Make a Porno (Falcon)
- Joe Gage - West Texas Park and Ride (TitanMen)
- Chi Chi LaRue - The Graduation (Icon Male/Mile High Media)
- Marc MacNamara & Alter Sin - Pirates: A Gay XXX Parody (Men.com/Pulse)
- Nica Noelle - The Married Man (Icon Male/Mile High Media)
- mr. Pam & Chi Chi LaRue - The Slutty Professor (NakedSword/Falcon)
- mr. Pam - Paris Perfect (NakedSword/Falcon)
- Alter Sin - Justice League: A Gay XXX Parody (Men.com)
- John Smith - Refugee (Staxus/Sauvage)
- Rocco Steele - Rocco Steele’s Urban Legend 2 (Dragon Media
- Ettore Tosi - Loved Fucked (Lukas Kazan)
- D.P. Welles - Breaking Mr. Hart (Golden Age Films/NakedSword)

### Best Director – Non-Feature
- Tony Dimarco & Chi Chi LaRue - Love & Lust in New Orleans (Falcon Studios)
- Kristin Bjorn - Deep & Raw (Kristen Bjorn)
- Gio Caruso - Daddy’s Playroom (Pride Studios)
- Steve Cruz - Rideshare (Raging Stallion/Falcon)
- Trenton Ducati - Swim Meat (Hot House)
- Rocco Fallon - Deep Greeting (Next Door Studios)
- Nick Foxx - Skuff: Dog House (Hot House)
- Luke Hamill - Offensively Large 3 (BelAmi/Pulse)
- Jake Jaxson - Postcards From L.A. (CockyBoys)
- Bruce LaBruce - Flea Pit (CockyBoys)
- Chi Chi LaRue - Black on White (Noir Male/Mile High Media)
- Nick Moretti - Michael Roman's Gang Bang (Raw Fuck Club/Dark Alley)
- Alex Roman - Room for One More (Helix Studios)
- Rocco Steele - Spring Broke (Dragon Media)
- Ettore Tosi - Addicted (Lucas Kazan)

### Best Duo Sex Scene
- Armond Rizzo & Max Konnor - Big Black Daddy (NoirMale.com)
- Carter Dane & Levi Karter - All Saints: Chapter 1 (CockyBoys)
- Leo Forte & Timarrie Baker - Berkeley Sophomore Year (NakedSword)
- Louis Ricaute & Damien Crosse - Damien Crosse and Louis Ricaute Fuck Each Other Bareback (TimTales.com)
- Markie More & Alex Mecum - Deep Greeting (Next Door Studios)
- Austin Wilde & Brandon Evans - Flip Fucking Fun (GuysinSweatpants.com)
- Logan Moore & Josh Moore - Hungry for Moore (Falcon Studios)
- Wesley Woods & Tyler Roberts - Love & Lust in New Orleans (Falcon Studios)
- Hector De Silva & Rhys Jagger - Loved Fucked (Lucas Kazan)
- Max & Calhoun Sawyer - Max & Sawyer’s Cum Swap (Corbin Fisher)
- Jacen Zhu & Roman Todd - Meet the Parents (NoirMale.com)
- Joey Mills & Blake Mitchell - Mine (HelixStudios.com)
- Boomer Banks & Jack Hunter - MixTape 1 (BoomBoxxx/CockyBoys)
- François Sagat & Johnny V - Paris Perfect (NakedSword/Falcon)
- Justin Brody & Ace Era - The Slutty Professor (NakedSword)

### Best Feature
- All Saints: Chapter 1 (CockyBoys)
- Dangerous Days (Men.com/Pulse)
- The Chosen Few (NakedSword/Falcon)
- The Graduation (Icon Male/Mile High Media)
- Head Play (Falcon Studios)
- Love Lost & Found (CockyBoys)
- Loved Fucked (Lukas Kazan)
- Paris Perfect (NakedSword/Falcon)
- Refugee (Sauvage/Staxus)
- Rocco Steele’s Urban Legend 2 (Dragon Media)
- Three Wishes (Raging Stallion/Falcon)
- Trapped (Raging Stallion/Falcon)
- Vice (Raging Stallion/Falcon)
- West Texas Park and Ride (TitanMen)
- Boys of Summer (Icon Male/Mile High Media)

### Best Fetish Sex Scene
- JJ Knight & Sean Zevran - Tie Me Up! Dick Me Down! (CockyBoys)
- Brian Bonds, Dylan Strokes & D. Arclyte - Arm-ageddon (Club Inferno/Falcon)
- Sean Maygers & Dominic Pacifico - Sean Maygers Edged Hard (Pacifico Entertainment/DominicPacifico.com)
- Axel Abysse & Orson Deane - The Backstreet (AxelAbysse.com)
- Trenton Ducati & Teddy Bryce - Bound Gods 5: Muscled Masochists (Bound Gods/Kink.com)
- Dallas Steele & Cody Winter - Bound Gods 6: Hellbound Hunks (Bound Gods/Kink.com)
- Damon Heart & Pierce Paris - Breaking Mr. Hart (Golden Age Films/NakedSword)
- Max Sargent & Maxx Monroe - Elder Gardner 1 (MormonBoyz/Pulse)
- Kristofer Weston & Logan Cross - Elder Land 1 (MormonBoyz/Pulse)
- Sebastian Keys & Jack Hunter - The Fetish Factory (Fetish Force/Raging Stallion)
- Beaux Banks, Nick Sterling & JJ Knight - Gear Play (Hot House/Falcon)
- Mateo Vice & Judas King - Mateo Tied Up & Fucked (GuysInSweatpants.com)
- Sergeant Miles & Tony Orlando - Sexual His ASSment (Fetish Force/Raging Stallion)
- Trenton Ducati & Skyy Knox - Skuff: Dog House (Hot House/Falcon)
- Cameron Parks & Joey Mills - Virgin Kink (Helix Studios)

### Best Group Sex Scene
- Josh Brady, Joey Mills, Corbin Colby, Cameron Parks, Luke Wilder & Angel Rivera - Room for One More, scena Splash (Helix Studios)
- Adam Ramzi, Alex Mecum, Julian Knowles & Kurtis Wolfe - Dangerous Days (Men.com/Pulse)
- Jessie Lee, Alex Chu, Ari Nucci, FX Rios & David Ace - The Deuce: A Gay Parody (Peter Fever/Pulse)
- A.J. Alexander, Allen King, Arad Winwin, Bishop Black, Levi Karter, Pierre Emo & Valentin Braun - Flea Pit (CockyBoys)
- Hans Berlin, Tommy DeLuca, Max Konnor, Champ Robinson, Sexy Red & Stephen Harte - Fuck the Police (Fuck Champ Robinson)
- Michael Roman, Jack Dixon, Vic Rocco, Jace Chambers, Chandler Scott, Ray Dalton, Cam Christou, Deviant Otter & Matt Stevens - Michael Roman’s Gangbang (Dark Alley/Raw Fuck Club)
- Colton Grey, Dani Robles, Denis Vega, Johnny V & Theo Ford - Paris Perfect (NakedSword/Falcon)
- Brandon Evans, Damien Pierce, JB Saxon, Axel Kane, & Caleb Anderson - Pay Up (FraternityX.com)
- Gabriel Cross, Jimmy Durano, Johnny Rapid & Teddy Torres - Pirates A Gay XXX Parody (Men.com/Pulse)
- Manuel Skye, Mick Stallone, Felipe Ferro & Jose Quevedo - Raw Hunger (Kristin Bjorn Productions/Sarava)
- Noah Donovan, Ziggy Banks, Aaron Reese & Kurtis Wolfe - Strip Poker (NoirMale.com)
- Adam Archuleta, Jason Bacall, Jerome Exupery & Jean-Luc Bisset - Summer Break 3 (BelAmi/Pulse)
- Dante Martin, Markie More, Johnny Hill & Carter Woods - Tag Teaming Dante (NextDoorStudios.com)
- Woody Fox, Riley Mitchel, Tegan Zayne & Teddy Torres - Three Wishes (Raging Stallion/Falcon)
- Asher, Deacon, Dillian, Jack, Lane & Malcolm - Wyoming Getaway (Sean Cody/Pulse)

### Best Marketing – Company Image
- CockyBoys
- Bel Ami
- Blake Mason
- Chaos Men
- Corbin Fisher
- Falcon Studios Group
- FlavaWorks
- Helix Studios
- Kristen Bjorn
- Men.com
- NakedSword
- NextDoor Studios
- Noir Male
- Peter Fever
- Sean Cody

### Best Newcomer
- Alam Wernik
- Max Adonis
- Miller Axton
- Timarrie Baker
- Sven Basquiat
- Remy Cruze
- Kirk Gauguin
- Casey Jacks
- Leo Luckett
- Cade Maddox
- Ben Masters
- Sean Maygers
- Cameron Parks
- Angel Rivera
- Calhoun Sawyer

### Best Supporting Actor
- Bruce Beckham - The Slutty Professor (NakedSword/Falcon)
- Sean Duran - Trapped (Raging Stallion/Falcon)
- Colby Keller - Twink Peaks: A Gay XXX Parody (Men.com/Pulse)
- Skyy Knox - Zack & Jack Make a Porno (Falcon Studios)
- Sean Maygers - Vice (Raging Stallion/Falcon)
- Sergeant Miles - The Graduation (Icon Male/Mile High Media)
- Paddy O'Brian - Pirates: A Gay XXX Parody (Men.com/Pulse)
- Brendan Patrick - Boys of Summer (Icon Male/Mile High Media)
- Adam Ramzi - All Saints: Chapter 1 (CockyBoys)
- Taylor Reign - Love Lost & Found (CockyBoys)
- Ricky Roman - All Saints: Chapter 1 (CockyBoys)
- Johnny Ryder - Bounty Hunters (Raging Stallion/Falcon)
- Max Sargent - Daddy Issues 2 (Icon Male/Mile High Media)
- Johnny V - Paris Perfect (NakedSword/Falcon)
- Jason Vario - Three Wishes (Raging Stallion/Falcon)

### Best Three-Way Sex Scene
- Ace Era, Tyler Roberts & Dave Slick - The Slutty Professor (NakedSword/Falcon)
- Quentin Gainz, Roman Todd & Tyler Carver - The Bareback Boys (Next Door Studios)
- Bennett, Calhoun Sawyer & Jason Hillcrest - Calhoun & Jason Hillcrest Tag Team Bennett (ChaosMen)
- Miller Axton, Griffin Barrows & Ash Hendricks - Every Hole Gets Filled (GuysInSweatpants.com)
- Louis Ricaute, Fostter Riviera & Vadim Romanov - Louis Ricaute's First Double Penetration (TimTales.com)
- Allen King, Cory Kane & Taylor Reign - Love Lost & Found (CockyBoys)
- Rikk York, Jason Vario & Pierce Paris - Making Rent (NakedSword/Falcon)
- Jack Harrer, Dylan Maguire & Peter Annaud - Offensively Large 3 (BelAmi/Pulse)
- Austin Wolf, Pheonix Fellington & Kurtis Wolfe - Rideshare (Raging Stallion/Falcon)
- Kevin Delay, Cameron Parks & Angel Rivera - Room for One More (Helix Studios)
- Caleb Gray, Cody Wilson & Julian Bell - Séance Screw (8teenboy.com)
- Allen King, François Sagat & Paddy O'Brian - Sex God (Men.com/Pulse)
- Jacen Zhu, Max Adonis & Noah Donovan - Stepbrother Threeway (NoirMale.com)
- Colby Keller, Tegan Zayne & Kurtis Wolfe - Trapped (Raging Stallion/Falcon)
- Derick, Deacon & Asher - Wyoming Getaway (Sean Cody)

### Best Bi Sex Scene
- Pierce Paris, Lance Hart & Dahlia Sky - Wanna Fuck My Wife? You Gotta Fuck Me Too 11 (Devil’s Film)
- Lance Hart, Sebastian Keys & Cadence Lux - Bisexual Fantasies (Aiden Starr/Evil Angel)
- Wolf Hudson, Lance Hart & Madison Mia - Bi-Sexually Active 2 (Devil’s Film)
- Charlie Dean, David Kadera & Cherry Kiss - Bi Surprise 3 (Bi Empire/Mile High Media)
- Sergeant Miles, D. Arclyte & Mercedes Carrera - Coming Out Bi 4 (Cal Vista/Metro)
- Ruckus XXX, Colby Jansen & Brandi Bae - We Swing Both Ways 2 (Devil’s Film)

### Best Parody
- Pirates: A Gay XXX Parody (Men.com/Pulse)
- The Black Panda (Peter Fever/Pulse)
- Breakfast Cub: A Gay XXX Parody (Men.com/Pulse)
- Breaking Mr. Hart (Golden Age Films/NakedSword)
- The Deuce: A Gay Parody (Peter Fever/Pulse)
- Justice League: A Gay XXX Parody (Men.com/Pulse)
- The Slutty Professor (NakedSword/Falcon)
- Spider-Man: A Gay XXX Parody (Men.com/Pulse)
- Twink Peaks: A Gay XXX Parody (Men.com/Pulse)
- Zack & Jack Make a Porno (Falcon Studios)

### Performer of the Year
- Wesley Woods
- Boomer Banks
- Calvin Banks
- Pheonix Fellington
- Jack Hunter
- Helmut Huxley
- Skyy Knox
- Max Konnor
- Joey Mills
- Armond Rizzo
- Michael Roman
- Diego Sans
- Manuel Skye
- Roman Todd
- Jason Vario

### Fan Awards – Favorite Bear
- Teddy Torres

### Fan Awards – Favorite Body
- Carter Dane

### Fan Awards – Favorite Butt
- Beaux Banks

### Fan Awards – Favorite Cam Guy
- Paul Cassidy

### Fan Awards – Favorite Cock
- Calvin Banks

### Fan Awards – Favorite Daddy
- Adam Ramzi

### Fan Awards – Favorite Membership Site
- Helix Studios

### Fan Awards – Favorite Niche Site
- FamilyDick.com

### Fan Awards – Favorite Twink
- Kyle Ross

### Fan Awards – Hottest Newcomer
- Julian Bell

### Fan Awards – Social Media Star
- Max Carter